# Kornel Ujejski

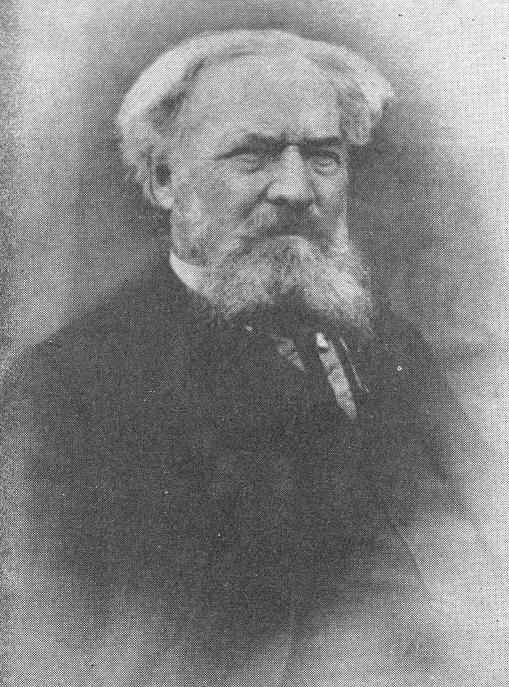
Kornel Ujejski (o. J.)

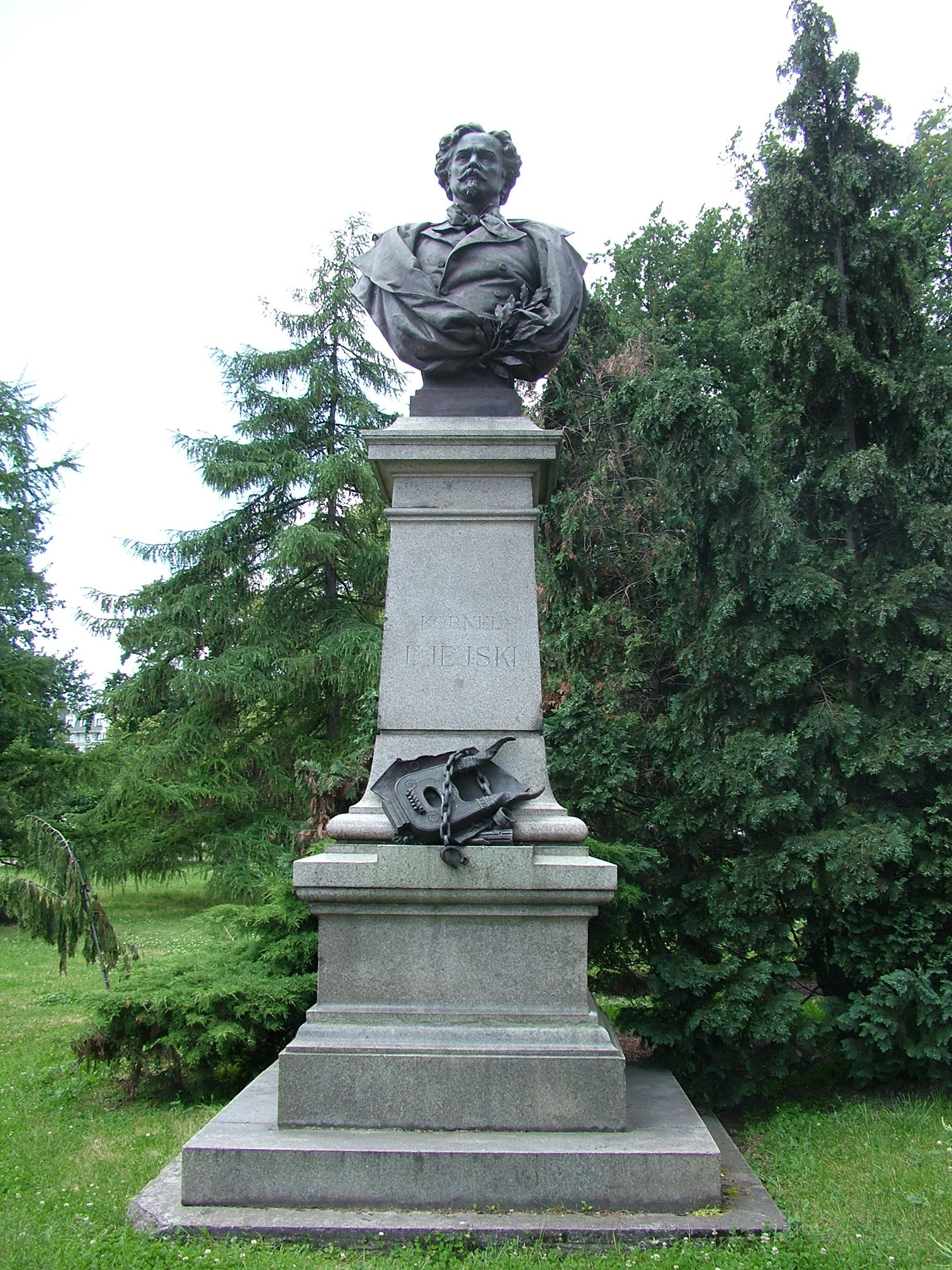
Kornel-Ujejski-Denkmal in Stettin (bis 1944 in Lemberg)

Kornel Ritter von Ujejski (* 12. September 1823 in Beremiany, Kreis Jazłowiec, Kaisertum Österreich; † 19. September 1897 in Pawlów bei Lemberg, Österreich-Ungarn) war ein polnischer Schriftsteller.

## Leben
Der Sohn eines Grundbesitzers besuchte zunächst eine kirchliche Schule in Buczacz und studierte dann in Lemberg. Hier lernte er Schriftsteller wie Leszek Dunin-Borkowski, Wincenty Pol und Karol Szajnocha kennen und verfasste 1843 das patriotische Poem Maraton. Bei einem Aufenthalt in Warschau lernte er Kazimierz Władysław Wóycicki, Paulina Wilkońska und Teofil Lenartowicz kennen.
Nachdem er an konspirativen Aktionen teilgenommen hatte, ging er 1847 nach Paris. Hier besuchte er Vorlesungen von Adam Mickiewicz an der Sorbonne und verkehrte mit Józef Bohdan Zaleski, Frédéric Chopin und Juliusz Słowacki. Er beteiligte sich an der Februarrevolution 1848 und kehrte dann nach Polen zurück.
Auch hier war er wieder an revolutionären Bestrebungen beteiligt. Er war zwar nicht im Januaraufstand aktiv, stand aber mit einer geheimen revolutionären Organisation in Kontakt. Für die Publikation seiner Gedichtsammlung Do Moskali (An die Moskowiter) wurde er 1863 vor Gericht gestellt. Als Abgeordneter des Reichsrates setzte er sich 1877–78 mit der konservativen Gruppierung der Stańczycy auseinander.
Ujejski gilt als der letzte große romantische Lyriker Polens. Bis zum Anfang der 1860er Jahre entstand die Mehrzahl seiner bedeutenden Gedichte. Sein patriotischer Choral („Z dymem pożarów..“) kursierte in der Mitte des 19. Jahrhunderts in zahlreichen Abschriften in Polen und wurde in der Vertonung von Józef Nikorowicz zur Hymne der polnischen Unabhängigkeitsbewegung.
Seit 1849 war Ujejski mit Henryka Gräfin Komorowska († 1879) verheiratet. Das Paar hatte zwei Söhne und eine jung verstorbene Tochter.

## Werke
- Pieśni Salomona (Salomons Lieder, 1846)
- Skargi Jeremiego, (Jeremiahs Klagen, 1847)
- Melodye Biblijne, (Bibelmelodien, 1852)
- Tłumaczenia Szopena, (Chopins Deutung, 1866)
- Do Moskali, (An die Moskowiter, 1868)